# Goldparität
Goldparität war das durch staatlichen Hoheitsakt oder durch internationale Vereinbarungen festgelegte Austauschverhältnis einer Währungseinheit zu einer bestimmten Menge an Gold in Gramm oder Feinunzen.

## Geschichte
Der Naturforscher Isaac Newton war seit 1699 Leiter des Münzamtes Royal Mint und legte erstmals im September 1717 die Grundlagen für eine Goldparität zum Pfund Sterling mit 3.17.10 ½ Pfund (dezimal 3,89 Pfund) pro Feinunze Gold fest, die dem reziproken Wert des damals bestehenden offiziellen Goldpreises entsprach. Sie blieb – abgesehen von den Koalitionskriegen 1797 bis 1821 – bis September 1931 mit Unterbrechung ab 1914 bestehen. 1792 folgte die Goldparität in den noch jungen USA durch Festlegung des Silber/Gold-Verhältnisses von 15:1. 1834 verschob der Kongress dies auf 16:1, jedoch nicht durch Erhöhung der Silberparität des Dollars, sondern durch Reduzierung seiner Goldparität. Die Bank of England verpflichtete sich gesetzlich ab 1821, Banknoten in Goldmünzen einzulösen.  
Seit Dezember 1871 gab es im Deutschen Reich die Goldmark, die einem Drittel des alten Reichstalers oder 1/1392 eines Pfundes Feingold entsprach. Das Bankgesetz vom März 1875 legte die Goldparität auf 1 Pfund Feingold = 1.392 Mark in Banknoten fest. Ein Kilogramm Feingold entsprach damals 2.784 Mark, so dass die Feinunze einen Wert von 86 Mark besaß. Da gleichzeitig ein französisches Münzgesetz den Feingoldgehalt des Franc festlegte, konnte über die Kreuzparität der Wechselkurs zur Mark mit 80,84 Mark = 100 Francs bestimmt werden.
Die erste, im Rahmen des Internationalen Währungsfonds (IWF) für die DM festgelegte Goldparität gab es im Januar 1953 mit 0,211588 g Feingold für 1 DM, im März 1963 änderte sie sich durch Aufwertung der DM auf 0,222168 g, eine erneute Aufwertung im Oktober 1969 erfolgte auf 0,242806 g. Ab Dezember 1971 wurde die Goldparität offiziell abgeschafft; es konnte in einer als vorübergehend geplanten Regelung auch ein Leitkurs festgelegt werden. Deutschland machte hiervon Gebrauch, ohne die bisherige Goldparität zu verlassen. Die letzte Goldparität für die DM wurde im April 1978 aufgehoben. Erst ab Februar 1973 wurde für diejenigen Mitgliedsländer des IWF, die mit dem IWF keine Goldparität vereinbart hatten, auch keine Parität in Sonderziehungsrechten festgesetzt.

## Arten
Man unterscheidet eine echte und eine fiktive Goldparität. Eine echte Goldparität bestand nur in Staaten mit Goldwährung. Um eine Goldwährung handelt es sich, wenn das Gold entweder gesetzliches Zahlungsmittel ist (Goldumlaufwährung) oder wenn Geld jederzeit in Gold durch ein gesetzlich festgelegtes Umtauschverhältnis eingetauscht werden kann. Fungiert Gold als alleiniges Reservemedium, handelt es sich um eine echte Goldparität. Diese echte Goldparität besaßen das Pfund Sterling und der US-Dollar als weltweit einzige Währungen. Eine derartige Goldeinlösungspflicht bestand in England ab 1717 und in den USA ab 1879, wo diese Umtauschpflicht im August 1971 wegen dauerhafter amerikanischer Zahlungsbilanzprobleme zurückgenommen werden musste. Der IWF schuf im Juli 1944 eine fiktive Goldparität, bei der jeder Mitgliedsstaat die Parität seiner Währung in Gold (Goldparität) oder in US-Dollar (Dollarparität) ausdrücken musste (Gold-Devisen-Standard). Die fiktive Goldparität ist mithin nicht mit einer Goldeinlösungspflicht verbunden, sondern reflektiert den ideellen Goldwert einer Währungseinheit.

## Funktionsweise
Die Goldparität wurde durch die Goldankaufs- und Goldeinlösepflicht der Zentralbank aufrechterhalten. Bei ausgeglichener Zahlungsbilanz entsprach theoretisch die Goldparität dem aktuellen Devisenkurs, also dem tatsächlichen Austauschverhältnis zweier Währungen. Wie bei der Währungsparität gab es bei der Goldparität eine Schwankungszone (Bandbreite), innerhalb derer der Kurs schwanken durfte. Die Obergrenze der Schwankungszone hieß oberer Gold(export)punkt, die untere entsprechend unterer Gold(import)punkt. Wurde einer der Goldpunkte erreicht, erhielt der betroffene Staat beim unteren Goldpunkt Goldzahlungen aus dem Ausland und musste beim oberen Goldpunkt Goldzahlungen an das Ausland leisten. Dadurch führten Goldbewegungen zu einer tendenziell ausgeglichenen Zahlungsbilanz. Folge war, dass „Aufwertungsländer“ mit hohem Exportanteil tendenziell steigende Goldbestände aufwiesen und umgekehrt. In „Abwertungsländern“ mit strukturell unausgeglichener Zahlungsbilanz nahmen die Goldbestände stetig ab, bis sie weitgehend aufgebraucht waren. Das war der Grund, warum diese Umtauschpflicht in den USA im August 1971 wegen dauerhafter Zahlungsbilanzprobleme beendet worden ist.
Nach dem Zusammenbruch des IWF-Wechselkurssystems durch Suspendierung des offiziellen Goldpreises im August 1975 und durch Aufhebung der Paritäten im April 1978 verlor die Goldparität ihre Geltung.